# Рискуловський сільський округ
Риску́ловський сільський округ (каз. Рысқұл ауылдық округі, рос. Рыскуловский сельский округ) — адміністративна одиниця у складі Тюлькубаського району Туркестанської області Казахстану. Адміністративний центр — село Азатлик.
Населення — 7004 особи (2021; 6517 у 2009, 5448 у 1999, 4653 у 1989).
Станом на 1989 рік існувала Рискуловська сільська рада (села Азатлик, Жанаталап, Кизиласкер, Чукурбулак).

## Склад
До складу округу входять такі населені пункти:
| Населений пункт  | Колишні назви | Населення, осіб (1989) | Населення, осіб (1999) | Населення, осіб (2009) | Населення, осіб (2021) |
| ---------------- | ------------- | ---------------------- | ---------------------- | ---------------------- | ---------------------- |
| Азатлик, село    | -             | 2771                   | 3283                   | 3916                   | 4515                   |
| Жанаталап, село  | -             | 316                    | 333                    | 457                    | 359                    |
| Тастибулак, село | Кизиласкер    | 249                    | 262                    | 295                    | 276                    |
| Чукурбулак, село | -             | 1317                   | 1570                   | 1849                   | 1854                   |